# El Milà
El Milà település Spanyolországban, Tarragona tartományban. El Milà Valls, La Masó és Alcover községekkel határos. Lakosainak száma 197 fő (2024).

## Népesség
A település népessége az elmúlt években az alábbi módon változott:
| Lakosok száma | 68   | 306  | 263  | 186  | 153  | 178  | 178  | 174  | 178  | 197  |
|               | 1717 | 1887 | 1936 | 1960 | 1986 | 2004 | 2009 | 2014 | 2019 | 2024 |